# Reclaim the Night

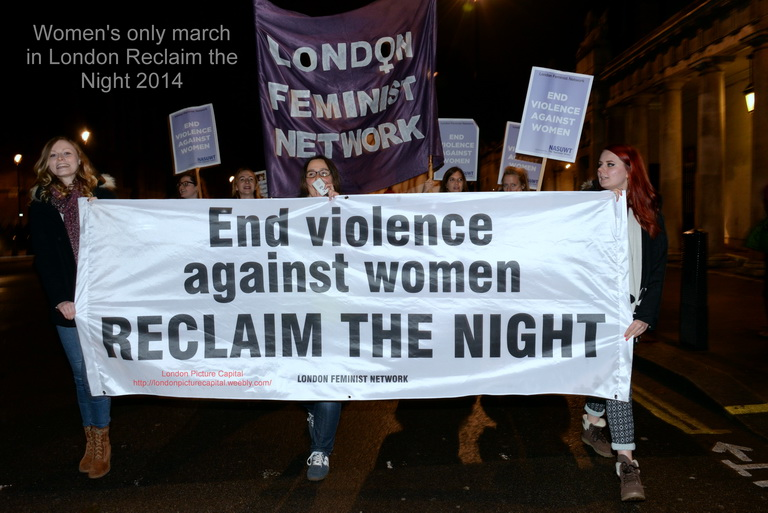
Frauen marschieren im November 2014 im Zentrum Londons

Reclaim the Night (deutsch: Frauen erobern sich die Nacht zurück oder Wir nehmen uns die Nacht) ist eine Bewegung, die 1977 als Teil der Frauenbefreiungsbewegung entstand. Die zentrale Forderung der Proteste ist, dass Frauen sich nachts sicher im öffentlichen Raum bewegen können sollten. Während der Schwerpunkt nach wie vor auf sexueller Gewalt gegen Frauen liegt, hat sich Reclaim the Night im Laufe der Jahre auch auf andere Formen der Gewalt gegen Frauen ausgedehnt.

## Geschichte

### Australien
Die ersten Reclaim the Night Märsche in Australien fanden 1978 in Sydney und Perth statt. Australische „Reclaim the Night“ Märsche finden oft am letzten Freitag im Oktober statt, da Oktober Sexual Violence Awareness Month ist.

### Belgien
1976 fand in Brüssel ein Marsch statt, der laut dem Historiker Finn Mackay der „erste dokumentierte Fall eines organisierten, nächtlichen Frauenmarsches gegen männliche Gewalt gegen Frauen“ war.

### Deutschland
Am 30. April 1977, in der Walpurgisnacht, fand in mehreren westdeutschen Städten zum ersten Mal synchronisierte Demonstrationen unter dem Motto „Frauen erobern sich die Nacht zurück“ statt. Viele Frauen zogen als Hexen verkleidet durch die Städte und machten Lärm mit Küchenutensilien, um auf Gewalt gegen Frauen aufmerksam zu machen und symbolisch die Straßen zu erobern. Die Demonstration gingen unter anderem durch Rotlichtviertel und es wurden bewusst Lokale gestört und belagert, zu denen Frauen normalerweise keinen Zutritt hatten.
In Berlin fand die erste Demonstration gegen sexuelle Gewalt am 1. März 1977 statt. Der Anlass für die Proteste war die Vergewaltigung von Susanne Schmidtke in Charlottenburg. Sie starb drei Wochen nach dem Übergriff an den Folgen der körperlichen Misshandlung. Im Flugblatt mit dem zur Demonstration aufgefordert wurde stand: „In der BRD werden 35.000 Frauen im Jahr vergewaltigt. D.h. jede Viertelstunde wird eine Frau vergewaltigt. Davon werden 7.000 Vergewaltigungen angezeigt und nur 700 Vergewaltiger werden verurteilt (0,5 %). Das Schweigen über Vergewaltigungen muss gebrochen werden!“
Reclaim the Night Demonstrationen finden in Deutschland oft am 25. November, dem Internationalen Tag zur Beseitigung von Gewalt gegen Frauen, oder am 8. März. dem Internationalen Frauentag statt.

### Kanada
Die Organisation „Vancouver Rape Relief“ veranstaltete von 1980 bis 1985 „Take Back The Night“-Märsche. 1981 erklärte die „Canadian Association of Sexual Assault Centers“ den dritten Freitag im September landesweit zum Abend um bei „Take Back The Night“-Märschen zu protestieren.
1989 tötete der so genannte „Antifeministische Massenmörder von Montreal“ 14 Frauen und verletzte 10 weitere, was Proteste in ganz Kanada auslöste.

### Vereinigtes Königreich
Im Juli 1977 wurde die Idee von Märschen in Großbritannien auf einer Konferenz über radikalen Feminismus in Edinburgh diskutiert. Feministinnen aus Leeds waren auf der Konferenz anwesend und die Leeds Revolutionary Feminist Group organisierte die ersten Reclaim the Night Märsche. Der erste Marsch im Vereinigten Königreich fand am 12. November 1977 in Leeds statt. Dort war der Marsch teilweise eine Reaktion auf die „Yorkshire Ripper“-Morde und die Reaktion der Polizei, die Frauen anordnete, nachts nicht auszugehen, wenn es nicht unbedingt notwendig sei. Eine der Mitbegründerinnen des Marsches von 1977 war Al Garthwaite, die 2016 Stadträtin in Leeds wurde. In derselben Nacht fanden ein Dutzend Märsche in anderen britischen Städten statt, ermutigt durch die Bemühungen der Frauen in Leeds: York, Bristol, Brighton, Newcastle, Bradford, Manchester, Lancaster und London. In Leeds begannen die Märsche an zwei Orten: einer in Chapeltown und einer in Woodhouse Moor. Der Marsch in Chapeltown bestand aus etwa 30 Frauen, der in Woodhouse aus 85. Die Märsche trafen auf dem City Square zusammen. Die Frauen trugen Schilder mit der Aufschrift „No Curfew on Women - Curfew on Men“ ‚Keine Ausgangssperre für Frauen - Ausgangssperre für Männer‘.
Im Oktober 1978 kam es bei einer Demonstration in Soho zu Verletzungen und 13 Frauen wurden nach einem „Zusammenstoß“ mit der Polizei verhaftet. An einer weiteren Demonstration in Soho im Januar 1979 nahmen 2.000 Frauen teil. Einige Teilnehmerinnen waren mit der radikalen Taktik anderer Teilnehmerinnen nicht einverstanden. Diese wurden vereinzelt dabei gesehen, wie sie „unschuldige männliche Zuschauer anfauchten und beschimpften“. Sie riefen „Ausgangssperre für Männer“, „Tod den Vergewaltigern“ und „Kastriert die Männer“ riefen. Andere betonten, wie wichtig es ist, dass Frauen zusammenkommen können, um Gewalt und Vergewaltigung anzuprangern und öffentliche Räume für sich zurückzuerobern.
1987 fand in Belfast eine „Reclaim the Night“-Demonstration statt. Sie marschierte zum Rathaus und setzte sich aus Frauen verschiedener Organisationen zusammen, darunter das Belfast Rape Centre und das Stranmillis College.
In den 1990er Jahren wurden die Märsche schließlich eingestellt. Al Garthwaite führte den Rückgang der Aktivitäten auf zwei Gründe zurück: „Nach und nach bekamen die ursprünglichen Aktivisten Arbeit und hatten einfach weniger Zeit, und es gab auch ein allgemeines Klima der Unterdrückung, als der Thatcherismus zu wirken begann“.
Im Jahr 2004 beschlossen Frauen, die Organisation wiederzubeleben. In jenem Jahr kamen nur 30 Frauen nach London, aber 2005 protestierten rund 1.000 Frauen. 2006 wurde in Ipswich als Reaktion auf die Morde an fünf Prostituierten eine Reclaim the Night-Demonstration organisiert, an der zwischen 200 und 300 Frauen teilnahmen. Der erste Reclaim the Night-Marsch in Birmingham fand im Oktober 2009 statt.
Im November 2010 fanden Demonstrationen in London und Leeds statt. In London marschierten über 2500 Frauen durch die Stadt und eine Woche später protestierten mehr als 200 Frauen in Leeds.
Der erste „Reclaim the Night“-Marsch in Northampton fand 2013 statt, an dem sowohl Männer als auch Frauen teilnehmen konnten. Der Marsch sollte auch das Bewusstsein für das Northamptonshire Rape and Incest Centre (NRICC) schärfen.
Am 25. November 2017 marschierten Hunderte von Frauen - inspiriert von der #MeToo-Bewegung - quer durch das Vereinigte Königreich in London, Bristol und Newcastle.
Im Jahr 2021 versuchte Reclaim the Night Leeds, eine Mahnwache als Reaktion auf den Tod von Sarah Everard zu veranstalten, was jedoch von der Polizei gestoppt wurde; der Protest wurde in den virtuellen Raum verlegt und fand online statt. Über 28.000 Menschen nahmen an der Online-Veranstaltung teil, die über Facebook, Twitter und Instagram gestreamt wurde.

### Vereinigte Staaten
1978 fanden die Reclaim the Night Märsche zum ersten Mal in den USA statt. 5.000 Frauen aus 50 Staaten marschierten durch das Rotlichtviertel von San Francisco.

### Indien
Als Reaktion auf die Gruppenvergewaltigung und den Mord in Delhi im Jahr 2012 fanden in Indien Veranstaltungen zur „Rückeroberung der Nacht“ statt. 2017 protestierten Hunderte von Frauen aus zwanzig indischen Städten gegen die Massenbelästigung von Frauen in Bengalaru in der Silvesternacht.

### Slowenien
Am 24. November 2017 fand eine „Reclaim the Night“-Demonstration in Ljubljana statt.

## Kultureller Einfluss
Der Marsch inspirierte das Theaterstück "The Darkest Corners", das Teil des Transform 17 Festivals war. Die Aufführung fand auf einem Parkplatz am Rande der Rotlichtzone von Leeds statt.